# Idiomyces peyritschii
Idiomyces peyritschii Thaxt. – gatunek grzybów z rzędu owadorostowców (Laboulbeniales). Należy do monotypowego rodzaju Idiomyces. Pasożyt owadów.

## Systematyka i nazewnictwo
Pozycja w klasyfikacji według Index Fungorum: Chitonomyces, Laboulbeniaceae, Laboulbeniales, Laboulbeniomycetidae, Laboulbeniomycetes, Pezizomycotina, Ascomycota, Fungi.
Gatunek ten po raz pierwszy opisał w 1893 r. Roland Thaxter na odwłoku owada Deleaster dichrous w Niemczech. Jego nazwą uczcił mykologa Johanna Josepha Peyritscha, który również zajmował się grzybami z rzędu owadorostowców.

## Charakterystyka
Grzyb entomopatogeniczny, pasożyt zewnętrzny owadów. Nie powoduje śmierci owada i zazwyczaj wyrządza mu niewielkie szkody. W Polsce Tomasz Majewski w roku 1994 opisał jego występowanie na chrząszczu Deleaster dichrous z rodziny kusakowatych (Staphylinidae). 